# 大川温泉
大川温泉（おおかわおんせん）は、静岡県賀茂郡東伊豆町（旧国伊豆国）にある温泉。

## 泉質
- 塩化物泉
- 硫酸塩泉
  - 源泉の色は湯船にて褐色に濁る

## 温泉街
山と海に囲まれた、海岸沿いの狭い土地に数軒の旅館が3件、ホテルが1件が存在する。廃業した旅館跡も多い。伊豆の穴場である。共同浴場は、漁港の端に露天風呂の磯の湯がある。また、駅前には伊豆大川温泉ホテルの源泉から引いた足湯が存在する。

## アクセス
- 鉄道：伊豆急行線伊豆大川駅下車徒歩5分。